# Sebastes variabilis
Sebastes variabilis är en fiskart som först beskrevs av Pallas, 1814.  Sebastes variabilis ingår i släktet Sebastes och familjen kungsfiskar. Inga underarter finns listade i Catalogue of Life.